# وادي المواهة (الشغادرة)

تعديل مصدري - تعديل

وادي المواهة هي إحدى قرى عزلة داهم بمديرية الشغادرة التابعة لمحافظة حجة، بلغ تعداد سكانها 417 نسمة حسب تعداد اليمن لعام 2004.